# Material rodant

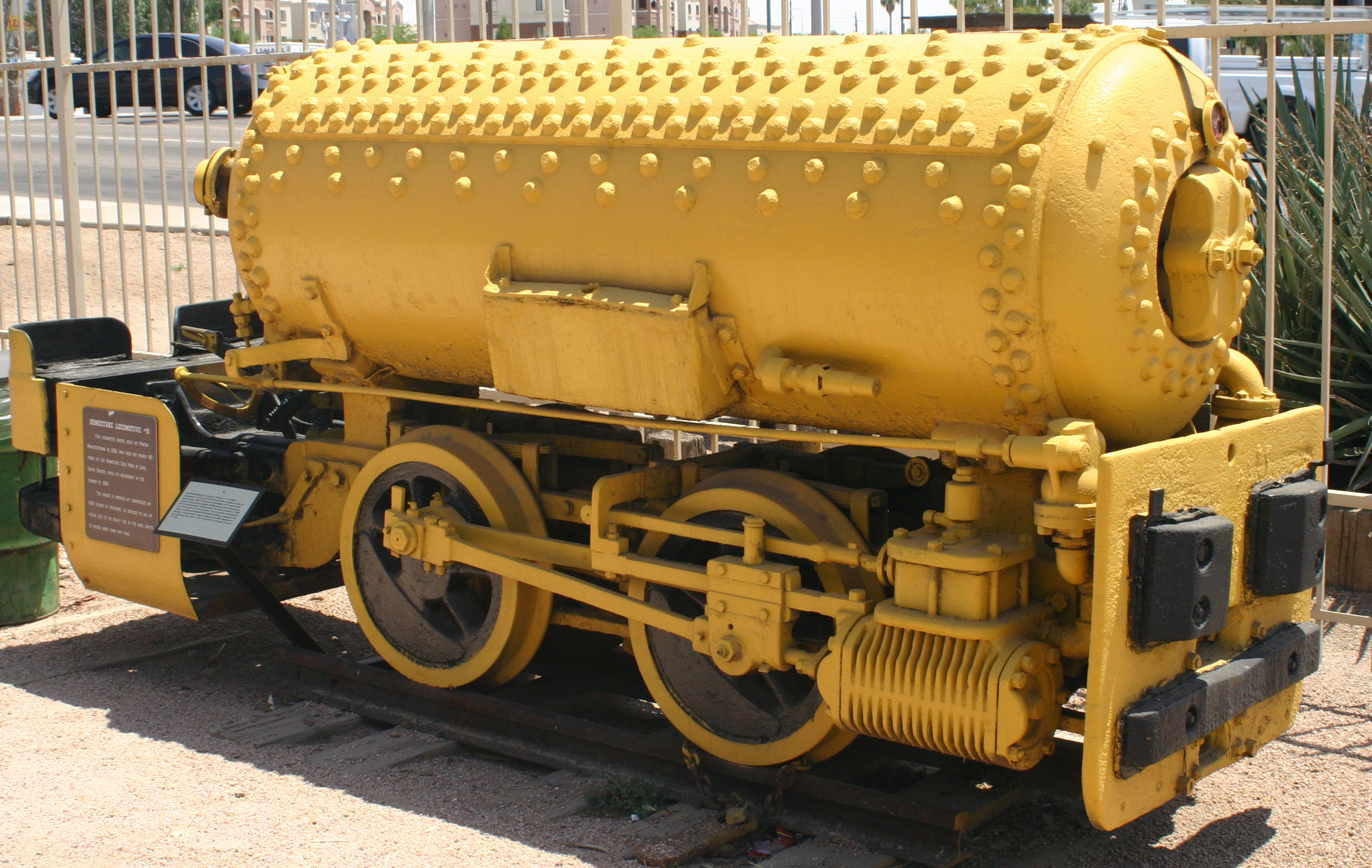
Antiga locomotora d'aire comprimit utilitzada en mines, Califòrnia.

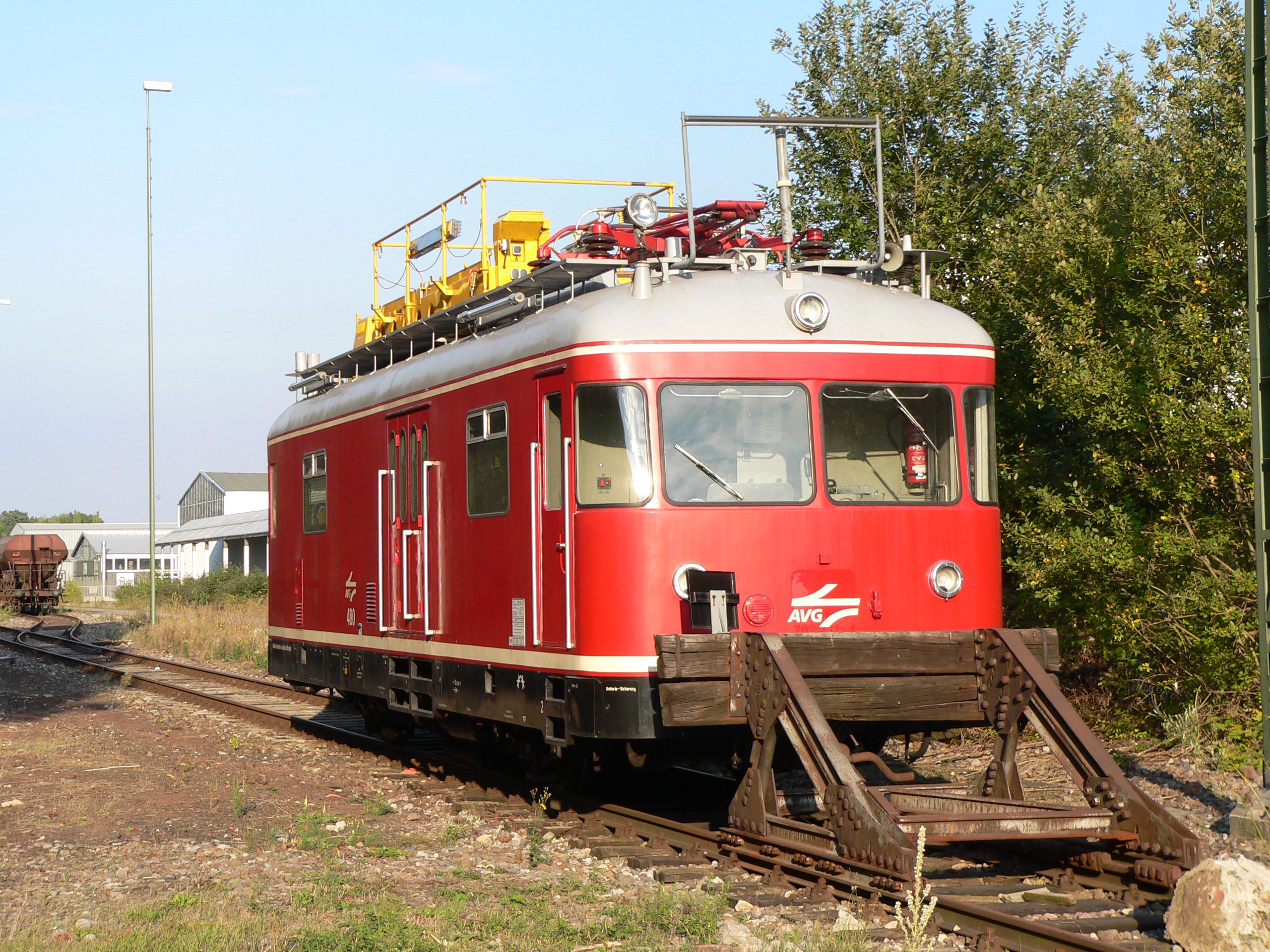
Vehicle adaptat per a treballs de manteniment de via fèrria.

El material rodant, en l'àmbit del transport per ferrocarril es diu a tots els tipus de vehicles dotats de rodes capaços de circular sobre una via fèrria, considerant-los com a vehicle aïllat.
Una composició de tren —també anomenada formació i, fora de l'àmbit ferroviari, tren — és un o més vehicles que formen un tren.